# 西蒙·阿明
西蒙·阿明（1997年11月13日—），是一名出生于瑞典的叙利亚职业足球运动员，司职中场。现效力于桑訥菲尤爾，也代表叙利亚国家足球队。